# Seznam zápasů řecké fotbalové reprezentace na MS
Řecká fotbalová reprezentace byla celkem 3x na mistrovstvích světa ve fotbale a to v letech 1994, 2010, 2014.
- Aktualizace po MS 2014 - Počet utkání - 10 - Vítězství - 2x - Remízy - 1x - Prohry - 7x

| Číslo | Soupeř            | Výsledek           | MS      | Fáze turnaje       | Góly Řecka                                                                                       |
| ----- | ----------------- | ------------------ | ------- | ------------------ | ------------------------------------------------------------------------------------------------ |
| 1.    | Argentina         | 0 – 4              | MS 1994 | základní skupina D | Ne                                                                                               |
| 2.    | Bulharsko         | 0 – 4              | MS 1994 | základní skupina D | Ne                                                                                               |
| 3.    | Nigérie           | 0 – 2              | MS 1994 | základní skupina D | Ne                                                                                               |
| 4.    | Jižní Korea       | 0 – 2              | MS 2010 | základní skupina B | Ne                                                                                               |
| 5.    | Nigérie           | 2 – 1              | MS 2010 | základní skupina B | Dimitris Salpingidis, Vasilis Torosidis                                                          |
| 6.    | Argentina         | 0 – 2              | MS 2010 | základní skupina B | Ne                                                                                               |
| 7.    | Kolumbie          | 0 – 3              | MS 2014 | základní skupina C | Ne                                                                                               |
| 8.    | Japonsko          | 0 – 0              | MS 2014 | základní skupina C | Ne                                                                                               |
| 9.    | Pobřeží slonoviny | 2 – 1              | MS 2014 | základní skupina C | Andreas Samaris, Georgios Samaras (penalta)                                                      |
| 10.   | Kostarika         | 1 – 1 (pen. 3 - 5) | MS 2014 | osmifinále         | Sokratis Papastathopulos penalty: Konstantinos Mitroglou, Lazaros Christodulopulos, José Holebas |